# Adel Zaky
Adel Zaky OFM (ur. 1 grudnia 1947, zm. 21 lipca 2019 w Helipolis) – egipski duchowny rzymskokatolicki, franciszkanin, wikariusz apostolski Aleksandrii w latach 2009–2019.

## Życiorys
Urodził się 1 grudnia 1947 w Luksorze w Egipcie. 
W 1959 uczęszczał do Seraphic College of Assiut, a w 1963 wstąpił do seminarium duchownego Zakonu Braci Mniejszych w Guizeh. Po uzyskaniu matury z teologii, 10 września 1972 złożył śluby wieczyste, a 24 września 1972 przyjął święcenia kapłańskie w Kairze.
W 1973 rozpoczął studia na Uniwersytecie ojców Jezuitów im. św. Józefa w Bejrucie, gdzie w 1975 uzyskał licencjat z teologii dogmatycznej.
W latach 1975–1989 prowadził apostolat w parafiach Assiut, El-Tawirat; i do Nag-Hammadi; był zaangażowany w duszpasterstwo młodzieży i był dyrektorem szkoły.
W latach 1989–1998 był przełożonym prowincji zamieszkałym w Daher (Kair).
W latach 1998–2009 był proboszczem w Boulacco (Kair), a tak pełnił również funkcję sekretarza Zgromadzenia Hierarchów Katolickich w Egipcie.
1 września 2009 papież Benedykt XVI prekonizował go wikariuszem apostolskim Aleksandrii oraz biskupem tytularnym Flumenzer. 31 października 2009 otrzymał święcenia biskupie w kościele św. Józefa w Kairze. Głównym konsekratorem był arcybiskup Michael Fitzgerald – nuncjusz apostolski w Egipcie, zaś współkonsekratorami arcybiskup Marco Dino Brogi, oficjał w sekretariacie stanu Stolicy Apostolskiej, i biskup Giovanni Innocenzo Martinelli, wikariusz apostolski Trypolisu.
Zmarł 21 lipca 2019 w szpitalu Cleopatra w Helipolis. Pochowany został w katedrze św. Katarzyny w Aleksandrii.